# Goodness係數
Goodness係數是一個由英國电气工程师埃里克·莱思韦特所提出，有關馬達效率的無因次度量。他根據此公式開發了高效率的磁浮感應馬達：
{\displaystyle G={\frac {\omega }{R\times {\mathcal {R}}}}={\frac {\omega \mu \sigma A_{\mathrm {m} }A_{\mathrm {e} }}{l_{\mathrm {m} }l_{\mathrm {e} }}}}
其中
G為Goodness係數，超過1表示效率良好
R為電路的電阻
{\displaystyle {\mathcal {R}}}為磁路的磁阻
Am及Ae分別為磁路及電路的截面積
lm, le分別為磁路及電路的長度
μ為鐵芯的磁导率
ω為馬達工作的角頻率
σ 為電路的電導率
莱思韦特證明了最有效率的馬達，其Goodness係數也會比較大。不過Goodness係數只適用在沒有永久磁鐵的馬達。
對於簡單的感應馬達，以下的比例關係會成立：
{\displaystyle G\propto {\frac {\omega \mu _{0}p^{2}}{\rho _{\mathrm {r} }g}}}
其中
p為極節距的弧長
ρr為轉子表面的電阻率
g為氣隙厚度